# The Wheel (album)
| Recensione       | Giudizio |
| ---------------- | -------- |
| AllMusic         | [ 1 ]    |
| Robert Christgau | A-       |

The Wheel è il quinto album discografico del gruppo musicale country-rock statunitense Asleep at the Wheel, pubblicato dalla casa discografica Capitol Records nel 1977.

## Tracce

### LP
Lato A
1. The Wheel – 4:14 (Asleep at the Wheel)
2. I Wonder – 3:22 (Leroy Preston)
3. Am I High? – 3:56 (Ray Benson, Chris O'Connell, Peter Sherridan)
4. A Dollar Short & a Day Late – 3:16 (Ray Benson, Leroy Preston, Kevin Blackie Farrell)
5. My Baby Thinks She's a Train – 3:22 (Leroy Preston)

Lato B
1. Ragtime Annie – 2:43 (Tradizionale; arrangiamento: Asleep at the Wheel)
2. When Love Goes Wrong – 2:52 (Leroy Preston)
3. Somebody Stole His Body – 2:43 (Leroy Preston)
4. Let's Face Up – 3:12 (Leroy Preston, Kevin Blackie Farrell)
5. I Can't Handle It Now – 3:12 (Leroy Preston)
6. Red Stick – 2:58 (Link Davis Jr.)

## Formazione
- Ray Benson - chitarra solista, voce
- Chris O'Connell - chitarra ritmica, voce
- Leroy Preston - chitarra ritmica, voce
- Lucky Oceans - chitarra pedal steel
- Floyd Domino - piano
- Tony Garnier - contrabbasso
- Danny Levin - fiddle, mandolino
- Bill Mabry - fiddle
- Link Davis Jr. - sassofono alto, sassofono tenore, accordion cajun, voce
- Patrick (Taco) Ryan - sassofono alto, sassofono tenore, clarinetto
- Chris York - batteria

Ospite
- Leon Rausch - armonie vocali (brano: Somebody Stole His Body)

Note aggiuntive
- Asleep at the Wheel - produttori
- Tommy Allsup - co-produttore (per la Konawa Music Productions)
- Registrazioni effettuate al Sumet-Bernet Studios di Dallas (Texas) nel gennaio del 1977
- Bob Sullivan - ingegnere delle registrazioni
- Michael Priest - design album originale
- Richard Shaughnessy, Jim Fetty, Kathy Card e Bill Sosin - fotografie copertina album originale[3][4]

## Classifica
Album
| Anno | Classifica         | Posizione raggiunta |
| ---- | ------------------ | ------------------- |
| 1977 | Billboard 200      | 162                 |
| 1977 | Top Country Albums | 31                  |